# Belgische Männer-Handballnationalmannschaft
Die belgische Männer-Handballnationalmannschaft repräsentiert den Handballverband Belgiens als Auswahlmannschaft auf internationaler Ebene bei Länderspielen im Handball gegen Mannschaften anderer nationaler Verbände.

## Geschichte
Die Union Royale Belge de Handball (URBH) bzw. der Koninklijke Belgische Handbalbond (KBHB) wurde 1956 gegründet. Belgien ist aber bereits seit 1946 Mitglied in der Internationalen Handballföderation (IHF) und seit 1992 in der Europäischen Handballföderation (EHF). Mit der Qualifikation für die Weltmeisterschaft 2023 gelang erstmals die Teilnahme an einem großen Turnier.

## Internationale Großereignisse

### Olympische Spiele
- Olympische Spiele 1972: nicht qualifiziert
- Olympische Spiele 1976: nicht qualifiziert
- Olympische Spiele 1980: nicht qualifiziert
- Olympische Spiele 1984: nicht qualifiziert
- Olympische Spiele 1988: nicht qualifiziert
- Olympische Spiele 1992: nicht qualifiziert
- Olympische Spiele 1996: nicht qualifiziert
- Olympische Spiele 2000: nicht qualifiziert
- Olympische Spiele 2004: nicht qualifiziert
- Olympische Spiele 2008: nicht qualifiziert
- Olympische Spiele 2012: nicht qualifiziert
- Olympische Spiele 2016: nicht qualifiziert
- Olympische Spiele 2020: nicht qualifiziert
- Olympische Spiele 2024: nicht qualifiziert

### Weltmeisterschaften
- Weltmeisterschaft 1938: nicht teilgenommen
- Weltmeisterschaft 1954: nicht qualifiziert oder teilgenommen
- Weltmeisterschaft 1958: nicht qualifiziert oder teilgenommen
- Weltmeisterschaft 1961: nicht qualifiziert oder teilgenommen
- von 1964 bis 2021 gelang keine Qualifikation
- Weltmeisterschaft 2023: 21. Platz (von 32 Mannschaften)

Kader: Jef Lettens (6 Spiele/0 Tore), Arthur Vanhove (6/0), Joris Gillé (3/0), Ilyas D’hanis (2/0), Robbe Spooren (1/0), Louis Delpire (1/0), Kobe Serras (6/2), Bartosz Kedziora (6/5), Quinten Colman (6/5), Jeroen de Beule (6/6), Yannick Glorieux (4/10), Simon Ooms (6/11), Pierre Brixhe (5/11), Sébastien Danesi (4/12), Tom Robyns (6/12), Nick Braun (6/13), Serge Spooren (6/14), Yves Vancosen (6/14), Arber Qerimi (6/20), Raphael Kötters (6/28). Trainer: Yérime Sylla.

#### B- und C-Weltmeisterschaften
- C-Weltmeisterschaft 1976: 7. Platz (von 8 Mannschaften)[2]
- B-Weltmeisterschaft 1977: nicht qualifiziert
- C-Weltmeisterschaft 1978: nicht teilgenommen
- B-Weltmeisterschaft 1979: nicht qualifiziert
- C-Weltmeisterschaft 1980: 7. Platz (von 10 Mannschaften)
- B-Weltmeisterschaft 1981: nicht qualifiziert
- C-Weltmeisterschaft 1982: 2. Platz (von 10 Mannschaften), Aufstieg in B-Klasse
- B-Weltmeisterschaft 1983: 12. Platz (von 12 Mannschaften), Abstieg in C-Klasse
- C-Weltmeisterschaft 1984: 9. Platz (von 12 Mannschaften)
- B-Weltmeisterschaft 1985: nicht qualifiziert
- C-Weltmeisterschaft 1986: 6. Platz (von 11 Mannschaften)
- B-Weltmeisterschaft 1987: nicht qualifiziert
- C-Weltmeisterschaft 1988: 6. Platz (von 9 Mannschaften)
- B-Weltmeisterschaft 1989: nicht qualifiziert
- C-Weltmeisterschaft 1990: 7. Platz (von 12 Mannschaften), auf Grund der deutschen Wiedervereinigung für die B-WM qualifiziert
- B-Weltmeisterschaft 1992: 15. Platz (von 16 Mannschaften)

### Europameisterschaften
- Europameisterschaft 1994: nicht qualifiziert
- Europameisterschaft 1996: nicht qualifiziert
- Europameisterschaft 1998: nicht qualifiziert
- Europameisterschaft 2000: nicht qualifiziert
- Europameisterschaft 2002: nicht qualifiziert
- Europameisterschaft 2004: nicht qualifiziert
- Europameisterschaft 2006: nicht qualifiziert
- Europameisterschaft 2008: nicht qualifiziert
- Europameisterschaft 2010: nicht qualifiziert
- Europameisterschaft 2012: nicht qualifiziert
- Europameisterschaft 2014: nicht qualifiziert
- Europameisterschaft 2016: nicht qualifiziert
- Europameisterschaft 2018: nicht qualifiziert
- Europameisterschaft 2020: nicht qualifiziert
- Europameisterschaft 2022: nicht qualifiziert
- Europameisterschaft 2024: nicht qualifiziert

## Aktueller Kader
Erweiterter Kader für die Weltmeisterschaft 2023 (Stand: 12. Dezember 2022):
- Torhüter: Jef Lettens, Arthur Vanhove.
  - Ersatz: Nick Deekens, Corentin Delatte, Kévin Siraut.
- Linksaußen: Nick Braun, Yannick Glorieux.
  - Ersatz: Rob Heeren, Damian Kedziora.
- Rückraum links: Quinten Colman, Sébastien Danesi, Jeroen De Beule.
  - Ersatz: Louis Delpire, Hamza Hadzic, Louis Marchal.
- Rückraum Mitte: Bartosz Kedziora, Arber Qerimi, Robbe Spooren, Tom Robyns.
  - Ersatz: David Denert.
- Rückraum rechts: Raphael Kötters, Kobe Serras, Serge Spooren.
  - Ersatz: Auguste Boyon, Door Vandebeeck, Louis Vandebeeck.
- Rechtsaußen: Pierre Brixhe.
  - Ersatz: Julien Cadel, Ilyas D'hanis, Seppe Vandeboer.
- Kreisläufer: Joris Gillé, Simon Ooms, Yves Vancosen.
  - Ersatz: Nathan Bolaers, Nemanja Kostic.

## Bisherige Trainer
Trainer der belgischen Nationalmannschaft waren unter anderem Yérime Sylla (Oktober 2021–Mai 2024), Arnaud Calbry (2018–2021), Boro Golić (2009), Robert Nijdam (2008–2009), Mieczysław Wojczak (1989–1991), Alex Jacobs, Predrag Dosen, Jos Schouterden, Guy Petitgirard.

## Ehemalige Spieler
- Diethard Huygen (ehemals TuS N-Lübbecke, mind. 85 Länderspiele)[5]
- Joseph Delpire (185 Länderspiele)[6]